# Merlin (Oregon)
Merlin – jednostka osadnicza w Stanach Zjednoczonych, w stanie Oregon, w hrabstwie Josephine.